# امینه دلبازی
امینه دلبازی (ترکی آذربایجانی: Əminə Dilbazi; ۲۶ دسامبر ۱۹۱۹ – ۳۰ آوریل ۲۰۱۰) رقصنده موسیقی قومی اهل آذربایجان بود.

## زندگی‌نامه
امینه دلبازی ۲۶ دسامبر سال ۱۹۱۹ در شهر قازاخ جمهوری خلق آذربایجان تولد یافت. او همسر جودت حاجی‌اف، آهنگ‌ساز آذربایجانی و دارنده نام افتخار هنرمند مردم جمهوری شوروی سوسیالیستی آذربایجان، خواهر مروارید دلبازی، شاعر سرشناس آذربایجانی، و مادر اسماعیل حاجی‌اف، آهنگساز و رهبر ارکستر، بود.
چون به دنبال فوت برادر بزرگترش خانواده اش به باکو منتقل شد، امینه دلبازی در بخش روسی‌زبان مدرسه شماره ۱۳۲ در این شهر آموزش متوسطه خود را سپری کرد. در ۱۰ سالگی، بعد از تحمل مدتی ورم لوزه حاد، امینه به فلج کامل مبتلا شد، که برای مدتی طولانی با این بیماری دست و پنجه نرم کرده و تحت مداوا قرار گرفت. او که در ۱۶ سالگی‌اش، دیگر به عنوان یک ژیمناست داوطلب شهرت یافته‌بود، با کسب موفقیت در آزمون، وارد گروه دولتی تازه‌تاسیس رقص و موسیقی سنتی آذربایجان شد. در ظرف سه سال، امینه به دستیار استاد باله گروه موسیقی یادشده تبدیل شد.

## کارنامه
امینه دلبازی فعالیت‌های هنری حرفه ای خود را در سال ۱۹۳۵ آغاز نمود. در سال ۱۹۳۵ اولین بار روی صحنه رفته و رقص آهنگ «دشت‌های کلخوز» ساخت عزیر حاجی‌بیگف را اجرا کرد. از سال ۱۹۳۹ شروع به اجرای رقص‌های سنتی نمود. خانم امینه بین سالهای ۱۹۳۶ الی ۱۹۶۹، به عنوان رقاص در گروه موسیقی رقص تالار دولتی فیلارمونیک آذربایجان فعالیت داشته و در سالهای مختلفی ریاست گروه رقاصان را عهده‌دار شده بود.
او در سال ۱۹۵۹، متولی گروه رقص «چنار» که توسط دانشگاه علوم پزشکی آذربایجان تأسیس شده بود، و همچنین بین سالهای ۱۹۶۲ تا ۱۹۶۵ گروه موسیقی و رقص آذربایجان و میان ۱۹۶۷–۱۹۶۸ گروه رقاصان «سوینج» بود. در سال ۱۹۴۹ نیز در «مدرسه رقاصی باکو» به تدریس پرداخت.
امینه دلبازی در صحنه‌های اصلی تعدادی از نمایش‌هایی مانند «دده قورقود»، «مراسم عروسی آذربایجانی»، «گل‌های یک باغچه» که در صحنه تالار دولتی فیلارمونیک آذربایجان به نمایش گذاشته شده بودند، اجرای رقصندگی کرد. رقص‌های «عنابی»، «تره‌کمه»، «واغزالی»، «توراجی» و «ناز ائلمه» (به فارسی: ناز نکن) در اجرای او از آوازه بسزایی برخوردار است.
امینه دلبازی که اجرای رقص‌های روسی، اوکراینی، ازبکی و عربی را نیز در کارنامه هنری خود داشت، در اپرای لیلی ومجنون، نیز کمدیهای آرشین مال آلان و «او الماسین بو اولسون» صحنه‌های رقص را تنظیم کرده‌بود.
امینه دلبازی نه‌تنها در تئاتر دولتی کمدی موزیکال جمهوری آذربایجان، بلکه در گروه‌های رقص ارمنی، آسی و ازبک اجرا رقص کرده‌بود. وی همچنین در فیلم‌های کنسرتی آرشین مال آلان، «اولدوز»، «یالی» و «سوینج» نیز حضور داشت.

## جوایز و نشان‌ها
- هنرمند شایستهٔ جمهوری سوسیالیستی آذربایجان شوروی (۱۹۵۴)[۱۰]
- برنده مدال طلای ۶- امین جشنواره جهانی دانشجویان و جوانان در مسکو (۱۹۵۷)
- هنرمند خلق جمهوری سوسیالیستی آذربایجان شوروی (۱۹۵۹)
- نشان استقلال جمهوری آذربایجان (۱۹۹۹)

## فیلم‌نامه
- «کنسرت شب» (فیلم: ۱۹۴۸)
- آرشین مال آلان (فیلم: ۱۹۶۵)
- «کنسرت ۵ دقیقه‌ای» (فیلم: ۱۹۴۱)
- «رقص‌های امینه دلبازی» (فیلم: ۱۹۶۱)
- «راه‌های پررنج‌وتعب» (فیلم: ۱۹۸۲)
- «رقص بلبل تنها» (۲۰۰۳)
- «جشنواره هنرهای عامیانه» (فیلم: ۱۹۳۷)
- «غزلخوان» (فیلم: ۱۹۹۱)
- «من آهنگ می‌سازم» (فیلم: ۱۹۷۹)
- «او الماسین بو اولسون» (فیلم: ۱۹۵۶)
- «کنسرت پاییزی» (فیلم: ۱۹۶۲)
- «پریما» (فیلم: ۱۹۹۲)
- «سوینج» (فیلم: ۱۹۶۸)
- سوغات (فیلم: ۱۹۷۲)
- «اولوز» (فیلم: ۱۹۶۴)
- «داستان زلیم‌خان» (فیلم: ۲۰۰۷)